# 失われた世界 (1960年の映画)
『失われた世界』（うしなわれたせかい、原題：The Lost World）は、1960年のアメリカ映画。アーサー・コナン・ドイルのSF小説『失われた世界』の2度目の映画化作品である。
DVD化の際に『ザ・ロスト・ワールド 失われた世界』とサブタイトルがついた。

## 概要
1912年に発表されたドイルのSF小説『失われた世界』を原作とした、1925年の『ロスト・ワールド』に次ぐ2度目の映画化であり、初のカラー作品でもある。後年に「パニック映画の巨匠」と呼ばれることになるアーウィン・アレンが、製作・脚本・監督の3役を務めた。配給は20世紀FOXが務め、前年の『地底探検』に次ぐ、恐竜の登場する探検映画でもあった。
ストーリーはおおむね原作に沿っているが、舞台は（製作当時の）現代に設定され、前作『ロスト・ワールド』と同様に原作には登場しない女性が探検隊に加わって現地に赴くなどの脚色が加えられている。特撮は、『地底探検』も手がけて後にアレン作品の常連となるL・B・アボットらが担当し、『ロスト・ワールド』でストップモーション・アニメーションを使って恐竜の動きを表現したウィリス・オブライエンも名を連ねているにもかかわらず、本作では本物のトカゲやワニに背びれやトゲなどを着けて恐竜に見せた、いわゆる「トカゲ特撮」が使われた。
出演は『地球の静止する日』で主演したマイケル・レニー、『カサブランカ』の警察署長役が有名なクロード・レインズ、後年の『007 ダイヤモンドは永遠に』でボンドガールとなるジル・セント・ジョンらであり、マローン役のデヴィッド・ヘディソンは、後にアレンが製作したテレビシリーズ『原子力潜水艦シービュー号』でクレーン艦長役に起用されている。

## あらすじ
ロンドン動物学会で恐竜はまだ絶滅していないと主張したチャレンジャー教授は、彼に反対するサマリー教授や、探検家のロクストン卿、ジャーナリストのマローン、そのボスの娘ジェニファーらで探検隊を組織し、アマゾン熱帯雨林の奥地へ向かう。そこには、未だ恐竜の生存する世界があった。

## キャスト
| 役名                 | 俳優                   | 日本語吹替                         | 日本語吹替                                                    |
| 役名                 | 俳優                   | TBS版                              | フジテレビ版                                                  |
| -------------------- | ---------------------- | ---------------------------------- | ------------------------------------------------------------- |
| ロクストン           | マイケル・レニー       | 城達也                             | 家弓家正                                                      |
| ジェニファー         | ジル・セント・ジョン   | 北村昌子                           | 平井道子                                                      |
| マローン             | デヴィッド・ヘディソン | 仲村秀生                           | 神太郎                                                        |
| チャレンジャー       | クロード・レインズ     | 早野寿郎                           | 永井一郎                                                      |
| ゴメス               | フェルナンド・ラマス   |                                    | 内海賢二                                                      |
| サマリー             | リチャード・ヘイドン   |                                    | 八奈見乗児                                                    |
| デビッド             | レイ・ストリックリン   |                                    | 宮本和男                                                      |
| コスタ               | ジェイ・ノヴェロ       |                                    | 雨森雅司                                                      |
| インディオ           | ヴィティーナ・マーカス |                                    | 塚田恵美子                                                    |
| ホワイト             | イアン・ウルフ         |                                    | 清川元夢                                                      |
| 以下はノンクレジット |                        |                                    |                                                               |
| ウォードロン         | コリン・キャンベル     |                                    | 槐柳二                                                        |
| スチュアート         | ジョン・グラハム       |                                    | 上田敏也                                                      |
| 不明 その他          | N/A                    |                                    | 石森達幸 若本紀昭 村山明 井口成人 鈴木れい子                  |
| 日本語版スタッフ     |                        |                                    |                                                               |
| 演出                 | 演出                   |                                    | 春日正伸                                                      |
| 翻訳                 | 翻訳                   |                                    | 飯嶋永昭                                                      |
| 効果                 | 効果                   |                                    | 安藤茂樹 平富二夫                                             |
| 調整                 | 調整                   |                                    | 山田太平                                                      |
| 制作                 | 制作                   |                                    | 東北新社                                                      |
| 解説                 | 解説                   |                                    | 高島忠夫                                                      |
| 初回放送             | 初回放送               | 1970年3月30日 『月曜ロードショー』 | 1976年5月21日 『ゴールデン洋画劇場』 21:00-22:54 正味92分28秒 |

- 特殊効果：L・B・アボット、ジェームズ・B・ゴードン、エミル・コサ Jr. 、（イフェクト・テクニシャン）ウィリス・オブライエン